# Írma Kolássi
Répertoire
- Ravel, Groupe des Six, Prokofiev, Chausson, mélodies françaises.

Írma Kolássi (grec moderne : Ίρμα Κολάση) est une cantatrice grecque, mezzo-soprano, née le 28 mai 1918 et morte le 27 mars 2012 à Paris.

## Biographie
Née le 28 mai 1918, à Athènes, dans une famille de musiciens, elle vit à Paris jusqu’à l’âge de huit ans, puis retourne à Athènes. Après avoir reçu des leçons de piano de sa grand-mère, elle entre au conservatoire d’Athènes, dont elle sort, à 14 ans, avec un Premier prix. En 1938, elle va suivre des cours à l’Académie Sainte-Cécile de Rome, où elle est reçue aux concours de piano et de chant. Elle choisit finalement le chant, mais la Seconde Guerre mondiale l'oblige à retourner en Grèce, où elle devient chef de chant à l’opéra d’Athènes. Pendant cette époque, elle est également professeur au conservatoire d’Athènes et y fait répéter une jeune soprano, Maria Kaloyeropoulou qui ne porte pas encore le nom de Maria Callas. Après s’être installée en France en 1949, elle se fait remarquer grâce notamment à ses interprétations des mélodies de Fauré, Debussy et Ravel, ainsi que du Groupe des Six.
Elle met fin à sa carrière de chanteuse en 1970 pour se consacrer à l’enseignement, à la Schola Cantorum et au Conservatoire européen de musique.
Elle meurt dans le 18e arrondissement de Paris le 27 mars 2012.

## Discographie sélective
- Berlioz, Roméo et Juliette. Enregistré en concert au Théâtre des Champs-Élysées le 25 juin 1953, avec Joseph Peyron (ténor) et Lucien Lovano (baryton), les Chœurs et l'Orchestre national de la Radiodiffusion-télévision française sous la direction de Charles Munch (Cascavelle VEL 3112 report VEL 1590 2019).
- Chausson, Poème de l'amour et de la mer. Enregistré les 9 et 10 mai 1955 au Kingsway Hall de Londres avec l'Orchestre philharmonique de Londres sous la direction de Louis de Froment[4] (Decca). A fait l'objet de plusieurs rééditions en CD.
- Purcell, Didon et Énée․ Enregistré au studio de Genève de la Radio de la Suisse Romande le 11 janvier 1951, avec Yvon Le Marc'Hadour (Énée), Gisèle Vivarelli (Bélinda) et Hugues Cuénod (l'Esprit), le Chœur d'élèves du Conservatoire de Genève et des membres de l'Orchestre de la Suisse Romande sous la direction de Pierre Capdevielle (Cascavelle VEL 3107).
- Récital de mélodies françaises : Fauré, La Chanson d'Ève, Automne, Soir, Mandoline ; Ravel, Cinq mélodies populaires grecques ; Folklore, Deux mélodies populaires grecques ; Milhaud, Poèmes juifs ; Aubert, Six poèmes arabes (« Le Visage penché » et « Le Vaincu »), avec au piano André Collard et Jacqueline Bonneau (Testament SBT 1291)․ Réédition d'enregistrements effectués par Decca dans les années 1950․